# 小山百代
小山百代（日语：／ Koyama Momoyo，1995年11月30日—）是日本的女性演員、聲優，北海道出身。隸屬於星塵傳播。

## 人物
小山百代出生于日本北海道。读小学的时候，她开始经常参与舞台表演。
2007年進入劇團Fruit Basket並加入Casting Office EGG，之後開始演出廣告、舞台劇、音樂劇。20岁时，她打算挑战新事物。在颇受照顾的人的推荐之下，她成为一名声优。
2017年1月開始是星塵傳播的聲優團體「SoundOrion」的一員。2017年5月後擔任隊長。

## 演出作品
※粗體字為主要角色。

### 電視動畫
2017年
- 捏造陷阱 -NTR-（女學生）

2018年
- 少女☆歌劇Revue Starlight（愛城華戀[6]）

2020年
- 異種族風俗娘評鑑指南（愛爾瑪[7]）
- Love Live! 虹咲學園學園偶像同好會（話劇社部長）

2021年
- 青梅竹馬絕對不會輸的戀愛喜劇（學生）
- 吸血鬼馬上死（ルナ）

2022年
- 頂點!!!!!!!!!!!!!!!（北斗ちほり[8]）

### OVA
2018年
- 少女☆歌劇Revue Starlight（愛城華戀）

### 網路動畫
2019年
- 少女☆寸劇 All Starlight（愛城華戀[9]）

### 遊戲
2018年
- 三獸召喚記（愛城華戀[10]）
- 少女☆歌劇Revue Starlight -Re LIVE-（愛城華戀[11]）

2019年
- 刀使之巫女 刻印閃爍之燈火（愛城華戀）
- 灰燼戰線（B-25B 米歇爾、B-25J 米歇爾、MK.VIII 克倫威爾、彗星）

2020年
- 怪物彈珠（2020年 — 2024年 牡丹、克菈芙特）

2021年
- Crash Fever（歐佩菈）

### 電視節目
- 亞紀的家族（2010年，札幌電視台）
- JR Tower de聖誕節大作戰2014（2014年，札幌電視台）

### 網路節目
- 少女☆歌劇Revue Starlight 聖翔音樂学園 放送局（2017年－，NICONICO直播、FRESH!）

### 廣播
- （2016年，NHK-FM）
- （2017年－，Radio大阪、超A&G+）
- 少女☆歌劇Radio Starlight（2018年－，Radio大阪、HiBiKi Radio Station）[12]
- （2019年－、STV Radio）[13]

### 旁白
- 精力充沛食育角色麵包（北海道農政部）飾演 小惠
- 兒童權利救濟機關啟發VP（札幌市）
- LESSON（免費課程網站）

### 舞台、音樂劇
- 青鳥♪（2007年、Kaderu 2・7）
- （2008年，札幌市教育文化會館大劇院）
- Cat's愛〜星空的訊息 給未來的挑戰〜（2009年，札幌市民劇院）
- （2010年，Kaderu劇院）
- ★☆Wonderland☆★〜Disappear Tomorrow〜（2011年，Kaderu劇院）
- （2012年，Kaderu劇院）
- RyuGu〜人魚姬的初戀…浦島太郎外傳〜（2013年，札幌市教育文化會館大劇院）
- 1st.scene「死神Babys」（2013年，Con Carino）
- 2nd.scene「家族Recipe」（2014年，藝廊LE DECO）
- 美少女戰士～Petite Étrangère～（2014年，AiiA Theater Tokyo、梅田藝術劇場）飾演 水手水星
- 美少女戰士～Un Nouveau Voyage-～（2015年，AiiA 2.5 Theater Tokyo）飾演 水手水星
- Alice in Deadly Scool Alternative（2016年，Con Carino）
- GIRLS TREK（2016年，布拉茨劇院）
- 無禮講 into the room（2017年，下北澤劇場711）飾演 梅本咲子
- 少女☆歌劇Revue Starlight -The LIVE- #1（2017年9月22日－24日，AiiA 2.5 Theater Tokyo）飾演 愛城華戀
- 少女☆歌劇Revue Starlight -The LIVE- #1 revival（2018年1月6日－8日，AiiA 2.5 Theater Tokyo）飾演 愛城華戀
- 少女☆歌劇Revue Starlight -The LIVE- #2（2018年10月13日－21日，天王洲劇場） 飾演 愛城華戀
- 少女☆歌劇Revue Starlight -The LIVE- #2 revival（2019年7月12日－15日，舞濱圓形劇場）飾演 愛城華戀

### 廣播劇CD
2017年
- 新宿Conneive（亞莉亞）

### 其他
- 溫泉女孩（四萬治佳[14]）

## 音樂CD

### 角色歌
| 發售日   | 商品名稱                                 | 演唱名義 | 歌曲                                                 | 備註                                                              |
| 2017年   | 2017年                                   | 2017年 | 2017年                                               | 2017年                                                            |
| -------- | ---------------------------------------- | --- | ---------------------------------------------------- | ----------------------------------------------------------------- |
| 9月20日  | -Star Divine-                            | Starlight九九组 | 「Star Divine」 「舞台少女心得」 「」                | 舞台《少女☆歌劇Revue Starlight -The LIVE- #1》劇中曲              |
| 9月22日  | -Fancy You-                              | 愛城華戀（小山百代）、神樂光（三森鈴子） | 「Fancy You」                                        | 舞台《少女☆歌劇Revue Starlight -The LIVE- #1》劇中曲              |
| 2018年   |                                          | |                                                      |                                                                   |
| 3月7日   |                                          | Starlight九九组 | 「」                                                 | 舞台《少女☆歌劇Revue Starlight -The LIVE- #1 revival》劇中曲      |
| 3月7日   | 「Circle of the Revue」 「」             | Starlight九九组 | 舞台《少女☆歌劇Revue Starlight》相關歌曲             |                                                                   |
| 7月18日  |                                          | Starlight九九组 | 「」                                                 | 電視動畫《少女☆歌劇Revue Starlight》片頭曲                        |
| 7月18日  | 「」                                     | Starlight九九组 | 遊戲《少女☆歌劇Revue Starlight -Re LIVE-》主題曲     |                                                                   |
| 8月1日   | Fly Me to the Star                       | Starlight九九组 | 「Fly Me to the Star」                               | 電視動畫《少女☆歌劇Revue Starlight》片尾曲                        |
| 8月1日   | Fly Me to the Star                       | Starlight九九组 | 「」 「」                                            | 電視動畫《少女☆歌劇Revue Starlight》相關歌曲                      |
| 8月22日  | 少女☆歌劇Revue Starlight 劇中曲專輯Vol.1 | 星見純那（佐藤日向）、神樂光（三森鈴子）、愛城華戀（小山百代） | 「」                                                 | 電視動畫《少女☆歌劇Revue Starlight》插入曲                        |
| 8月22日  | 少女☆歌劇Revue Starlight 劇中曲專輯Vol.1 | 星見純那（佐藤日向）、愛城華戀（小山百代） | 「The Star Knows」                                   | 電視動畫《少女☆歌劇Revue Starlight》插入曲                        |
| 8月22日  | 少女☆歌劇Revue Starlight 劇中曲專輯Vol.1 | 愛城華戀（小山百代）、天堂真矢（富田麻帆） | 「」                                                 | 電視動畫《少女☆歌劇Revue Starlight》插入曲                        |
| 8月22日  | 少女☆歌劇Revue Starlight 劇中曲專輯Vol.1 | 露崎真晝（岩田陽葵）、愛城華戀（小山百代） | 「」                                                 | 電視動畫《少女☆歌劇Revue Starlight》插入曲                        |
| 8月22日  | 少女☆歌劇Revue Starlight 劇中曲專輯Vol.1 | 愛城華戀（小山百代）、神樂光（三森鈴子） | 「Fly Me to the Star #4」                            | 電視動畫《少女☆歌劇Revue Starlight》片尾曲                        |
| 10月10日 | 99 ILLUSION!                             | Starlight九九组 | 「99 ILLUSION!」 「Green Dazzling Light」            | 舞台《少女☆歌劇Revue Starlight -The LIVE- #2 Transition》主題曲   |
| 10月17日 | 少女☆歌劇Revue Starlight 劇中曲專輯Vol.2 | 大場奈奈（小泉萌香）、愛城華戀（小山百代） | 「」                                                 | 電視動畫《少女☆歌劇Revue Starlight》插入曲                        |
| 10月17日 | 少女☆歌劇Revue Starlight 劇中曲專輯Vol.2 | 愛城華戀（小山百代）、神樂光（三森鈴子）、天堂真矢（富田麻帆）、西條克勞迪恩（相羽亞衣奈）                                                                                         | 「-Star Divine- 」                                   | 電視動畫《少女☆歌劇Revue Starlight》插入曲                        |
| 10月17日 | 少女☆歌劇Revue Starlight 劇中曲專輯Vol.2 | 愛城華戀（小山百代）、星見純那（佐藤日向）、露崎真昼（岩田陽葵）、石動雙葉（生田輝）、花柳香子（伊藤彩沙）、大場奈奈（小泉萌香）、西條克勞迪恩（相羽亞衣奈）、天堂真矢（富田麻帆） | 「舞台少女心得 幕間」                                | 電視動畫《少女☆歌劇Revue Starlight》插入曲                        |
| 10月17日 | 少女☆歌劇Revue Starlight 劇中曲專輯Vol.2 | 愛城華戀（小山百代）、神樂光（三森鈴子） | 「」                                                 | 電視動畫《少女☆歌劇Revue Starlight》插入曲                        |
| 10月17日 | 少女☆歌劇Revue Starlight 劇中曲專輯Vol.2 | 愛城華戀（小山百代） | 「Fly Me to the Star #8」                            | 電視動畫《少女☆歌劇Revue Starlight》片尾曲                        |
| 10月24日 | 少女☆歌劇 Revue Starlight BD第1卷特典CD  | Starlight九九組 | 「My friend 〜Arrie〜」                              | 電視動畫《少女☆歌劇Revue Starlight》相關歌曲                      |
| 12月26日 | 少女☆歌劇 Revue Starlight BD第2卷特典CD  | Starlight九九組 | 「You are a ghost, I am a ghost 〜劇場のゴースト〜」 | 電視動畫《少女☆歌劇Revue Starlight》相關歌曲                      |
| 2019年   |                                          | |                                                      |                                                                   |
| 1月9日   |                                          | Starlight九九組 | 「」 「」                                            | 電視動畫《少女☆歌劇Revue Starlight》相關歌曲                      |
| 2月27日  | 少女☆歌劇 Revue Starlight BD第3卷特典CD  | Starlight九九組 | 「 〜CIRCUS!〜」                                     | 電視動畫《少女☆歌劇Revue Starlight》相關歌曲                      |
| 4月17日  |                                          | Starlight九九組 | 「」 「Bright!Light!」                               | 舞台《少女☆歌劇Revue Starlight -The LIVE- #2 Transition》相關歌曲 |
| 4月17日  | 華戀&光&真昼ver.                         | 愛城華戀（小山百代）、神樂光（三森鈴子）、露崎真昼（岩田陽葵） | 「」                                                 | 舞台《少女☆歌劇Revue Starlight -The LIVE- #2 Transition》相關歌曲 |
| 5月25日  | I'm fighter                              | 佐藤（小山百代）、佐藤（會澤紗彌） | 「I'm fighter」                                      | 舞台《初等教育皇室》主題曲                                        |
| 8月7日   | Star Diamond                             | Starlight九九組 | 「Star Diamond」                                     | 電視動畫《少女☆歌劇Revue Starlight》相關歌曲                      |
| 8月7日   | Star Diamond                             | Starlight九九組 | 「舞台少女體操」                                     | 網路動畫《少女☆寸劇 All Starlight》主題曲                         |

### 组合成员
1. 1 2 3 4 5 6  爱城华恋（小山百代）、神乐光（三森铃子）、天堂真矢（富田麻帆）、星见纯那（佐藤日向）、露崎真昼（岩田阳葵）、大场奈奈（小泉萌香）、克洛迪娜（相羽亚衣奈）、石动双叶（生田辉）、花柳香子（伊藤彩沙）

## 外部連結
- 事務所官方簡歷 （页面存档备份，存于）（日語）
- 小山百代的X（前Twitter）（日語）